# Newcomer Glacier
Newcomer Glacier är en glaciär i Antarktis. Den ligger i Västantarktis. Chile gör anspråk på området. Newcomer Glacier ligger 661 meter över havet.
Terrängen runt Newcomer Glacier är varierad. Trakten är obefolkad. Det finns inga samhällen i närheten. 